# ステファン・グラッペリ
ステファン・グラッペリ（フランス語: Stéphane Grappelli、本名：ステファノ・グラッペリ（Stefano Grappelli）、1908年1月26日 - 1997年12月1日）は、フランスのジャズ・ヴァイオリニスト。

## 経歴
フランス・パリにあるラリボジエール病院で生まれ、ステファノという名前で洗礼を受けた。アラトリ出身のイタリア人である父エルネスト、サントメール出身の母アンナ＝エミリーとの間に生まれた。母は彼が4歳の時に死去。12歳頃から、路上や庭でヴァイオリンを弾き、日銭を稼いで家計の足しにしていた。プロとして活動を始めたのは1923年、サイレント映画上演の際に演奏を行うヴァイオリニスト・ピアニストとしてであった。
ジャズ・ギタリストのジャンゴ・ラインハルトの相方となり、彼と共に「フランス・ホット・クラブ五重奏団 (the Quintette du Hot Club de France)」を結成し、第二次世界大戦前から晩年まで精力的な演奏活動を続けた。ジャズ・ヴァイオリニストの第一人者として、長年に渡って晩年まで第一線で活躍した。
彼は晩年、ジャズ以外の分野の演奏家とも共演し、特にクラシック分野ではユーディ・メニューインやヨーヨー・マらとの共演が有名であり、いずれも高い評価を受けている。メニューインとは英国BBCテレビでの共演をきっかけに、数枚のアルバムを録音した。
また、映画音楽も手がけ、1973年のフランス映画『バルスーズ（原題 "Les Valseuses"）』や、1989年のフランス映画『五月のミル（原題 "Milou En Mai"）』の音楽を担当した。
意外なコラボレーションとしてはピンク・フロイドとの共演が挙げられる。彼らの楽曲「炎〜あなたがここにいてほしい（Wish You Were Here）」のフェードアウト部分には、ほとんど聞こえないものの、グラッペリのヴァイオリン・ソロが使われているという。これは両者がたまたま隣同士のスタジオで作業していたために実現したもので、後にピンク・フロイドの伝記『Pigs Might Fly: The Inside Story of Pink Floyd』で明かされた。
多数の録音と共に、いくつかの映像が発売されている。また、彼の人生をドキュメンタリーにまとめた『Life In The Jazz Century』がDVDとして発売されている。
1997年12月1日、フランス・パリにて心不全により死去、89歳没。葬式は同年12月5日、89年前に生まれたラリボジエール病院の入り口が見える場所、パリの聖ヴァンサン・ド・ポール教会で執り行われた。彼の遺体は火葬され、遺灰はペール・ラシェーズ墓地に埋葬された。

## 代表作
- Young Django（1979年録音）(MPS) 1979年
- ミシェル・ペトルチアーニと共同名義 : 『フラミンゴ』 - Flamingo（1995年6月録音）(Dreyfus) 1996年